# Periodyk Młodych Religioznawców „Ex Nihilo”
Periodyk Młodych Religioznawców „Ex Nihilo” – czasopismo naukowe, wydawane od 2009 roku przy Instytucie Religioznawstwa Uniwersytetu Jagiellońskiego przez Koło Naukowe Studentów Religioznawstwa UJ. Na łamach pisma publikowane są artykuły naukowe, recenzje, eseje, wywiady, sprawozdania z badań i relacje z wypraw badawczych. Ukazuje się dwa razy w roku. Redaktorem naczelnym periodyku jest Kama Wodyńska, zaś opiekunem naukowym dr Elżbieta Przybył-Sadowska.